# Wilful Peggy
Wilful Peggy è un cortometraggio muto del 1910 diretto da David W. Griffith.

## Trama
Un Lord, grande possidente, si imbatte casualmente, fra gli abitanti dei vasti territori sottoposti alla sua giurisdizione, in Peggy, una ragazza dei ceti inferiori: all'inizio le appare rozza e priva di maniere, ma, dopo qualche tempo passato ad osservarla (meglio dire spiarla: il Lord in effetti si nasconde dietro l'angolo della casa), si convince che Peggy è decisamente una ragazza di carattere, e le propone il matrimonio, che la giovane accetta non senza qualche dubbio iniziale.
La vita dell'alta aristocrazia però si rivela difficile per Peggy. Dopo essere caduta in ridicolo ad un ricevimento, esasperata, la ragazza accetta l'invito di un nipote di suo marito – che già aveva messo gli occhi su di lei – e, smessi i complicati abiti di corte e indossati vestiti più comodi e meno ricercati, si reca con lui, a cavallo, alla non lontana locanda, al fine di ritrovare un'atmosfera più popolaresca.
Quando il marito si accorge della fuga è inizialmente depresso, credendo che Peggy voglia cedere con facilità alle avances del nipote, che per molti aspetti, età, maniere, potrebbe essere più consono alla natura di Peggy che non lui stesso; poi si riprende ed esce, armato, in cerca di vendetta, e si mette sulle tracce dei due. Giunto alla taverna tuttavia si rincuora perché, non visto, vede che Peggy, per tutta risposta agli approcci troppo spinti del nipote, brandendo un pesante sgabello di legno lo sta per colpire mentre l'impaurito spasimante si rifugia sotto al tavolo.
Tornati al maniero, Peggy e il marito si riconciliano.

## Produzione
Il film consta di una bobina, di 997 piedi (304 m).
Le riprese di Wilful Peggy, pellicola d'ambientazione irlandese, sono state effettuate a Cuddlebackville, nello stato di New York, USA, dal 19 al 22 luglio 1910.
Il film costituirebbe la prima apparizione sul grande schermo di Mabel Normand.

## Distribuzione
Il film è uscito nelle sale cinematografiche statunitensi il 25 agosto 1910 distribuito dalla Biograph Company.
Wilful Peggy è stato edito in DVD in data sconosciuta a cura della RLJE Films (prima nota come Image Entertainment); nel 1999 per la Milestone Film and Video ("The Milestone Collection 1999 DVD Edition"); e nel 2009 per la Grapevine Video ("D. W. Griffith, Director, Volume 6").